# Канин, Мартин

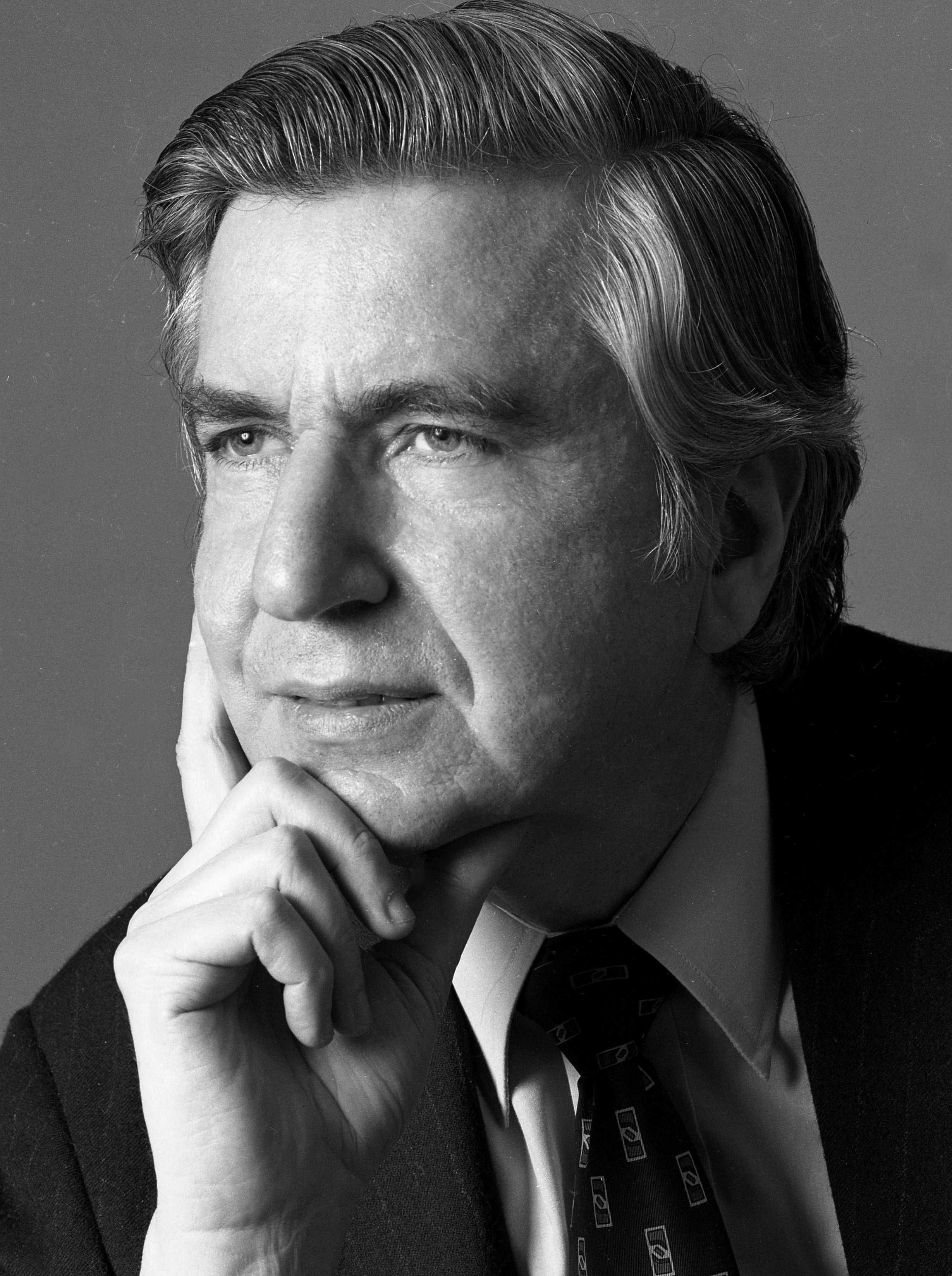
Мартин Канин, 1981

Мартин Канин (англ. Martin Canin; 1930, Нью-Йорк — 9 мая 2019) — американский пианист и музыкальный педагог.
Учился в Джульярдской школе у Ольги Самарофф и Розины Левиной, после чего остался в своей alma mater в качестве ассистента Левиной (на протяжении 18 лет), а затем и её преемника. Одновременно Канин преподавал в учительском колледже Колумбийского университета (1959—1976), а с 1997 г. являлся профессором Нью-Йоркского университета.
Подготовил ряд изданий фортепианной музыки для парижского издательства Salabert — в частности, высоко оцененную специалистами небольшую антологию французского пианизма начала XX века.